# 薇省坊
薇省坊是一座明代石牌坊，属于功名坊，位于中国安徽省黄山市歙县许村镇许村。
薇省坊建于明嘉靖年间（1522—1566），用以旌表嘉靖二年（1523年）癸未科進士许琯。许琯官至湖广参政，掌省级政令，因此称为薇省坊。薇省坊采用四柱三间五楼式，高11米，雕刻精美。
薇省坊于2005年大修加固，2006年5月，作为许村古建筑群的子项，被列为第六批全国重点文物保护单位。